# Jesus Mari Olaizola
Jesus Mari Olaizola, Txiliku (Zarautz, Guipúscoa, 1951) és un escriptor en èuscar.

## Obres

### Narrativa
- Hontzaren orduak (1999, Elkar)
- 101 gau (2000, Elkar)

### Literatura Infantil i juvenil
- Zozoa eta biok (1982, Elkar)
- Kaltxaberde, Tturku eta Gotzon (1984, Elkar)
- Papartxuri eta Biboteluxe (1985, Elkar)
- Muxi eta Puxi (1987, Elkar)
- Zazpi gelako hodeietako etxea (1987, Gipuzkoako Foru Aldundia - Zarauzko udala)
- Mutiko Ausarta eta Neska Panpoxa (1989, Elkar)
- 2.061: antzinako kronikak' (1990, Elkar)
- Ausarta eta Panpoxa tartaloen basoan (1991, Elkar)
- Katixa eta Kroko (1992, Elkar)
- Indianoa (1993, Elkar)
- Lau titiriti, bi tatarata... (1995, Errenteriako Udala)
- Etxerako bidea (1995, Elkar)
- Agure jakagorria (1995, Elkar)
- Hiru lagun (1995, Elkar)
- Albahaka lurrina (1996, Elkar)
- Katixa, Kroko et Kokoroko (1997, Elkar)
- Kikik koko nahi du (2000, Elkar)
- Axa mixa zilarra (2000, Elkar)
- Arreba txiki bat dut, eta zer? (2002, Elkar)
- Horazio eta jaguarra (2002, Elkar)
- Osaba Bin Floren (2003, Elkar), Premi Euskadi de Literatura infantil